# Lekkoatletyka na Letnich Igrzyskach Olimpijskich 2012 – bieg na 400 m przez płotki mężczyzn
Bieg na 400 metrów przez płotki mężczyzn – jedna z konkurencji lekkoatletycznych rozgrywanych podczas XXX Igrzysk Olimpijskich w Londynie.
Wyznaczone przez IAAF minima kwalifikacyjne wynosiły 49,50 (minimum A) oraz 49,80 (minimum B). Obrońca tytułu mistrzowskiego z 2008 roku Amerykanin Angelo Taylor zajął w Londynie piąte miejsce w biegu finałowym.

## Terminarz
| Data                          | Czas  | Runda      |
| ----------------------------- | ----- | ---------- |
| Piątek, 3 sierpnia 2012       | 11:15 | Eliminacje |
| Sobota, 4 sierpnia 2012       | 19:00 | Półfinał   |
| Poniedziałek, 6 sierpnia 2012 | 20:45 | Finał      |

## Rezultaty

### Eliminacje

#### Bieg 1
| Poz. | Zawodnik           | Reprezentacja   | Czas  | Uwagi |
| ---- | ------------------ | --------------- | ----- | ----- |
| 1    | Amaurys Valle      | Kuba            | 49.19 | Q, PB |
| 2    | Brendan Cole       | Australia       | 49.24 | Q, PB |
| 3    | Amaechi Morton     | Nigeria         | 49.34 | Q     |
| 4    | Kenneth Medwood    | Belize          | 49.78 | q     |
| 5    | Roxroy Cato        | Jamajka         | 50.22 |       |
| 6    | Chen Chieh         | Chińskie Tajpej | 50.27 |       |
| 7    | Li Zhilong         | Chiny           | 50.36 |       |
| –    | Takayuki Kishimoto | Japonia         | –     | DQ    |

#### Bieg 2
| Poz. | Zawodnik         | Reprezentacja     | Czas  | Uwagi |
| ---- | ---------------- | ----------------- | ----- | ----- |
| 1    | Michael Tinsley  | Stany Zjednoczone | 49.13 | Q     |
| 2    | Leford Green     | Jamajka           | 49.30 | Q     |
| 3    | Kurt Couto       | Mozambik          | 49.31 | Q     |
| 4    | Eric Alejandro   | Portoryko         | 49.39 | q     |
| 5    | Rasmus Mägi      | Estonia           | 50.05 |       |
| 6    | Winder Cuevas    | Dominikana        | 50.15 | SB    |
| –    | Akihiko Nakamura | Japonia           | –     | DQ    |
| –    | Kariem Hussein   | Szwajcaria        | –     | DNS   |

#### Bieg 3
| Poz. | Zawodnik                       | Reprezentacja     | Czas  | Uwagi |
| ---- | ------------------------------ | ----------------- | ----- | ----- |
| 1    | David Greene                   | Wielka Brytania   | 48.98 | Q     |
| 2    | Emir Bekrić                    | Serbia            | 49.21 | Q, NR |
| 3    | José Reynaldo Bencosme de Leon | Włochy            | 49.35 | Q     |
| 4    | Brent LaRue                    | Słowenia          | 49.38 | q, PB |
| 5    | Jamele Mason                   | Portoryko         | 49.89 |       |
| 6    | Cheng Wen                      | Chiny             | 50.38 |       |
| 7    | Vincent Kiplangat Koskei       | Kenia             | 50.80 |       |
| 8    | Cornel Fredericks              | Południowa Afryka | 52.29 |       |
| –    | Lankantien Lamboni             | Togo              | –     | DQ    |

#### Bieg 4
| Poz. | Zawodnik           | Reprezentacja     | Czas  | Uwagi |
| ---- | ------------------ | ----------------- | ----- | ----- |
| 1    | Javier Culson      | Portoryko         | 48.33 | Q     |
| 2    | Kerron Clement     | Stany Zjednoczone | 48.48 | Q, SB |
| 3    | Omar Cisneros      | Kuba              | 48.63 | Q, SB |
| 4    | Tristan Thomas     | Australia         | 49.13 | q, SB |
| 5    | Rhys Williams      | Wielka Brytania   | 49.17 | q, SB |
| 6    | Michael Bultheel   | Belgia            | 49.18 | q, PB |
| 7    | Wiaczesław Sakajew | Rosja             | 50.36 |       |
| 8    | Jorge Paula        | Portugalia        | 51.40 |       |
| 9    | Maoulida Daroueche | Komory            | 53.49 |       |

#### Bieg 5
| Poz. | Zawodnik             | Reprezentacja     | Czas  | Uwagi |
| ---- | -------------------- | ----------------- | ----- | ----- |
| 1    | Angelo Taylor        | Stany Zjednoczone | 49.29 | Q     |
| 2    | Jehue Gordon         | Trynidad i Tobago | 49.37 | Q     |
| 3    | Stanisław Melnykow   | Ukraina           | 50.13 | Q     |
| 4    | Silvio Schirrmeister | Niemcy            | 50.21 |       |
| 5    | Periklis Jakowakis   | Grecja            | 50.27 |       |
| 6    | Louis Jacob van Zyl  | Południowa Afryka | 50.31 |       |
| 7    | Josef Prorok         | Czechy            | 50.33 |       |
| 8    | Wiktor Leptikow      | Kazachstan        | 51.67 |       |

#### Bieg 6
| Poz. | Zawodnik            | Reprezentacja   | Czas  | Uwagi |
| ---- | ------------------- | --------------- | ----- | ----- |
| 1    | Félix Sánchez       | Dominikana      | 49.24 | Q     |
| 2    | Jack Green          | Wielka Brytania | 49.49 | Q     |
| 3    | Mamadou Kassé Hanne | Senegal         | 49.63 | Q     |
| 4    | Tetsuya Tateno      | Japonia         | 49.95 |       |
| 5    | Josef Robertson     | Jamajka         | 49.98 |       |
| 6    | Boniface Mucheru    | Kenia           | 50.33 |       |
| 7    | Artem Dyatlov       | Uzbekistan      | 51.55 |       |
| 8    | Andrés Silva        | Urugwaj         | 53.38 |       |

### Półfinał

#### Bieg 1
| Poz. | Zawodnik           | Reprezentacja     | Czas  | Uwagi |
| ---- | ------------------ | ----------------- | ----- | ----- |
| 1    | Félix Sánchez      | Dominikana        | 47.76 | Q, SB |
| 2    | Jehue Gordon       | Trynidad i Tobago | 47.96 | Q, NR |
| 3    | Kerron Clement     | Stany Zjednoczone | 48.12 | q, SB |
| 4    | David Greene       | Wielka Brytania   | 48.19 | q     |
| 5    | Mamadou Kassé Hann | Senegal           | 48.80 | PB    |
| 6    | Michael Bultheel   | Belgia            | 49.10 | PB    |
| 7    | Eric Alejandro     | Portoryko         | 49.15 |       |
| 8    | Kurt Couto         | Mozambik          | 51.55 |       |

#### Bieg 2
| Poz. | Zawodnik           | Reprezentacja     | Czas  | Uwagi |
| ---- | ------------------ | ----------------- | ----- | ----- |
| 1    | Javier Culson      | Portoryko         | 47.93 | Q     |
| 2    | Angelo Taylor      | Stany Zjednoczone | 47.95 | Q, SB |
| 3    | Omar Cisneros      | Kuba              | 48.23 | SB    |
| 4    | Emir Bekrić        | Serbia            | 49.62 |       |
| 5    | Kenneth Medwood    | Belize            | 49.87 |       |
| 6    | Stanisław Melnykow | Ukraina           | 50.19 |       |
| 7    | Tristan Thomas     | Australia         | 50.55 |       |
|      | Jack Green         | Wielka Brytania   | DNF   |       |

#### Bieg 3
| Poz. | Zawodnik                       | Reprezentacja     | Czas  | Uwagi |
| ---- | ------------------------------ | ----------------- | ----- | ----- |
| 1    | Michael Tinsley                | Stany Zjednoczone | 48.18 | Q, SB |
| 2    | Leford Green                   | Jamajka           | 48.61 | Q, SB |
| 3    | Brent LaRue                    | Słowenia          | 49.45 |       |
| 4    | Rhys Williams                  | Wielka Brytania   | 49.63 |       |
| 5    | Brendan Cole                   | Australia         | 49.65 |       |
| 6    | José Reynaldo Bencosme de Leon | Włochy            | 50.07 |       |
| 7    | Amaurys Valle                  | Kuba              | 50.48 |       |
|      | Amaechi Morton                 | Nigeria           | DQ    |       |

### Finał
| Poz. | Zawodnik        | Reprezentacja     | Czas  | Uwagi |
| ---- | --------------- | ----------------- | ----- | ----- |
|      | Félix Sánchez   | Dominikana        | 47.63 | WL    |
|      | Michael Tinsley | Stany Zjednoczone | 47.91 | PB    |
|      | Javier Culson   | Portoryko         | 48.10 |       |
| 4    | David Greene    | Wielka Brytania   | 48.24 |       |
| 5    | Angelo Taylor   | Stany Zjednoczone | 48.25 |       |
| 6    | Jehue Gordon    | Trynidad i Tobago | 48.86 |       |
| 7    | Leford Green    | Jamajka           | 49.12 |       |
| 8    | Kerron Clement  | Stany Zjednoczone | 49.15 |       |